# Sevhil Musajevová-Borovyková
Sevhil Musajevová-Borovyková (ukrajinsky Севгіль Мусаєва, *18. června 1987, Juma Uzbecká SSR) je ukrajinská novinářka, šéfredaktorka internetových novin Ukrajinská pravda.

## Novinářská kariéra
Sevhil Musajevová-Borovyková se narodila v uzbeckém městě Juma, ačkoli její předci pocházeli z Krymských Tatarů. Její rodiče se přestěhovali na Krym do města Kerč v roce 1989 poté, co bylo umožněno se Krymským Tatarům vrátit. Musajevová-Borovyková začala publikovat již během svých školských let, v letech 2004–2010 studovala žurnalistiku na Kyjevské univerzitě.
V letech 2011–2013 pracovala pro časopis Forbes Ukrajina. Zapojila se do protestů na Majdanu, při kterých psala reportáže pro projekt Hubs na facebooku. V roce 2014 vznikl pod jejím vedením Hubs jako samostatný internetový portál. Po anexi Krymu k Rusku v roce 2014 vedla projekt Crimea SOS, jehož cílem bylo pomáhat a poskytovat spolehlivé informace lidem sídlícím v okupovaném Krymu. V říjnu 2014 se stala šéfredaktorkou internetových novin Ukrajinská pravda. Tento portál koupil v roce 2021 český podnikatel Tomáš Fiala, který žije trvale na Ukrajině.
V červenci 2024 Sevhil Musajevová vystoupila spolu s Timothy Snyderem na konferenci Hranice (ne)svobody pořádané v Praze Knihovnou Václava Havla a Českým rozhlasem Plus.